# Середа Леонід Павлович
Середа Леонід Павлович (нар. 4 лютого 1943, Ситківці, Немирівського району Вінницької області України — пом. 10 серпня 2024) — почесний ректор Вінницького національного аграрного університету (1992—2009), професор, академік Міжнародної академії наук вищої школи, заслужений працівник освіти України.

## Життєпис
Леонід Павлович Середа народився в селі Ситківці Немирівського (нині Гайсинського) району Вінницької області в селянській родині. Мама Олександра Яківна Середа — Герой Соціалістичної Праці, відзначена двома орденами Леніна, була депутатом Верховної Ради УРСР. Батько, Павло Митрофанович, який завідував млином, загинув на війні. У 1960 році закінчив місцеву середню школу із золотою медаллю. У 1960—1965 роках вступив до Української сільськогосподарської академії в місті Київ на факультет механізації сільського господарства, спеціальність — інженер-механік.

## Професійна діяльність
- 1967—1974 — головний інженер заводу «Хмільниксільмаш», м. Хмільник Вінницької області.

- 1974—1985 — старший викладач кафедри технології і автоматизації машинобудування Вінницького політехнічного інституту. Проводив лабораторні та практичні заняття з дисциплін «Проектування машин та обладнання», «Металообробне обладнання», «Теорія різання та інструменти».

- 1985 — захист кандидатської дисертації на тему: «Повышение эффективности процессов уборки сахарной свеклы путем модернизации свеклоуборочных машин» у ВПІ.

- 1985—1991 — старший викладач, доцент, завідуючий кафедрою вінницького філіала української сільськогосподарської академії.

- 1991—1992 — проректор Вінницького сільськогосподарського інституту УСГА.

- 1992—2000 — ректор Вінницького сільськогосподарського інституту.

- 2000—2009 — ректор вінницького державного аграрного університету.

- 2009—2016 — професор, завідувач кафедри експлуатації машинно-тракторного парку і технічного сервісу у ВНАУ.

- 2017 — професор кафедри експлуатації машинно-тракторного парку і технічного сервісу, факультету механізації сільського господарства, Вінницького національного аграрного університету.

## Звання та нагороди
- 2002 — присвоєно почесне звання «Заслуженого працівника освіти України»

- 2008 — Указом Президента України нагороджено орденом «За заслуги» III ступеня, відзнакою «Знак пошани».

- Він є повним кавалером знаку «Відмінник аграрної освіти та науки» МАП України.

- 2009 — отримав найвищу нагороду Вінницької обласної ради й облдержадміністрації — «За заслуги перед Вінниччиною»[2].

## Науково-дослідна робота
- Участь у міжнародних та всеукраїнських наукових конференціях.

- Розробка і дослідження роботи мобільного агрегату для переробки в щепу деревних відходів.

- Дослідження роботи гідравлічних систем тракторів і сільськогосподарських машин на робочих рідинах біологічного походження.

- Аналіз процесу отримання та переробки тріски з деревних відходів.

- Техніко-економічні перспективи використання твердопаливних компонентів в теплогенераторних установках.

- Розробка і дослідження системи гідропривода активного робочого органа мобільного подрібнювача відходів деревини.

- Мульчування в системі землеробства No-Till

- Програмування рівномірності обробітку ґрунту пружно закріпленими ґрунтообробними дисковими робочими органами

- Агротехнічні напрями інвестицій в садівництво направлені на отримання екологічно чистої продукції. Матеріали Кримського ПУЛу Міжнародної науково-практичної конференції. «Розвиток трудового потенціалу в умовах інноваційної економіки».

- Аналіз вібраційних факторів впливу на роботу сегментно-пальцевого ріжучого апарату та розробка механізму їх зниження.

- Альтернативна технологія використання курячого посліду в рослинництві[3].

## Науково-педагогічна робота
Леонід Павлович Середа — автор 22 підручників і методичних посібників, йому належить понад сотня наукових розробок щодо сільськогосподарської техніки та 349 публікацій відповідної тематики. Був членом редакційних колегій та головним редактором «Збірника наукових праць Вінницького державного аграрного університету». Брав участь у міжнародних та всеукраїнських наукових конференціях.